# La Libertadora (canción)

Bandera de la Gran Colombia

La Libertadora, también conocida como Marcha Libertadora es una composición musical en ritmo de contradanza, compuesta por el Zuliano Silverio Añez para el recibimiento triunfal en Santa Fe de Bogotá  el 10 de agosto de 1819 del Ejército Libertador, comandado por Simón Bolívar.
1819 fue un año muy importante para la causa independentista. En febrero, Bolívar fue nombrado Presidente de la recién creada República de Colombia en el Congreso de Angostura, este acto selló la liberación de la Nueva Granada.
Esta canción se alternó con La vencedora en los festejos por la recién obtenida Independencia, que duraron 15 días y los bailes ofrecidos en el Palacio de San Carlos. 
Los arreglos musicales posteriores y las transcripciones de las partituras para piano fueron realizados por Oriol Rangel en 1955.